# Dominique Urbany
Pour les articles homonymes, voir Urbany.
Dominique Urbany, né le 29 mars 1903 à Rumelange (Luxembourg) et mort le 21 octobre 1986 à Luxembourg-Ville (Luxembourg), est un homme politique luxembourgeois, membre du Parti communiste (KPL).
Dominique Urbany est le père de René Urbany (lb) et Yvonne Frisch-Urbany (lb).